# Lijst van vlaggen van Portugese deelgebieden
Dit artikel bevat een lijst van vlaggen van Portugese deelgebieden. Portugal bestaat uit achttien districten die verdeeld zijn over vijf regio's. Daarnaast zijn er twee autonome regio's.

## Vlaggen van autonome regio's
| Kaart | Autonome regio | Vlag | Artikel over de vlag | Ratio | Ingebruikname |
| ----- | -------------- | ---- | -------------------- | ----- | ------------- |
|       | Azoren         |      | Vlag van de Azoren   | 2:3   | 10 april 1979 |
|       | Madeira        |      | Vlag van Madeira     | 2:3   | 28 juli 1978  |

## Vlaggen van districten

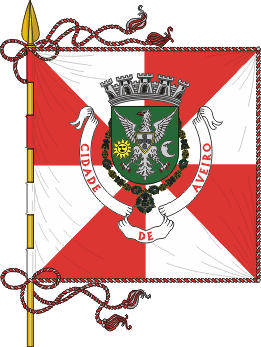
Vlag van Aveiro
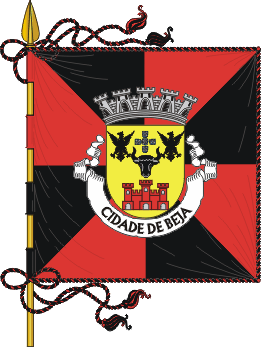
Vlag van Beja
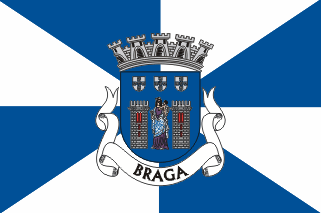
Vlag van Braga
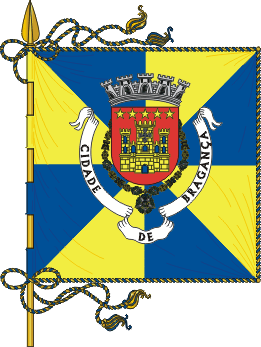
Vlag van Bragança
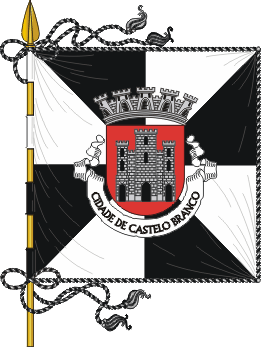
Vlag van Castelo Branco
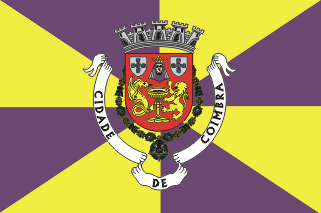
Vlag van Coimbra
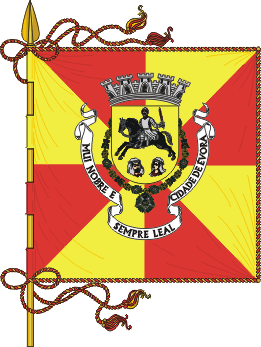
Vlag van Évora
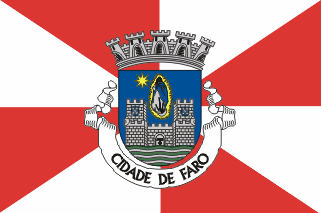
Vlag van Faro
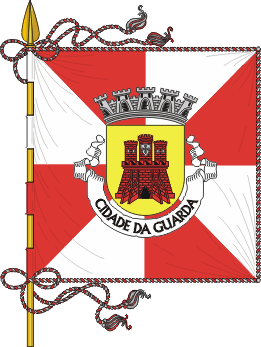
Vlag van Guarda
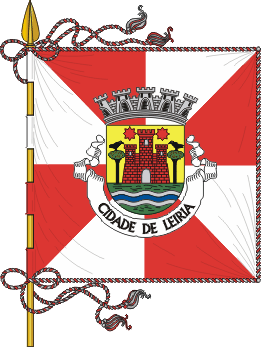
Vlag van Leiria
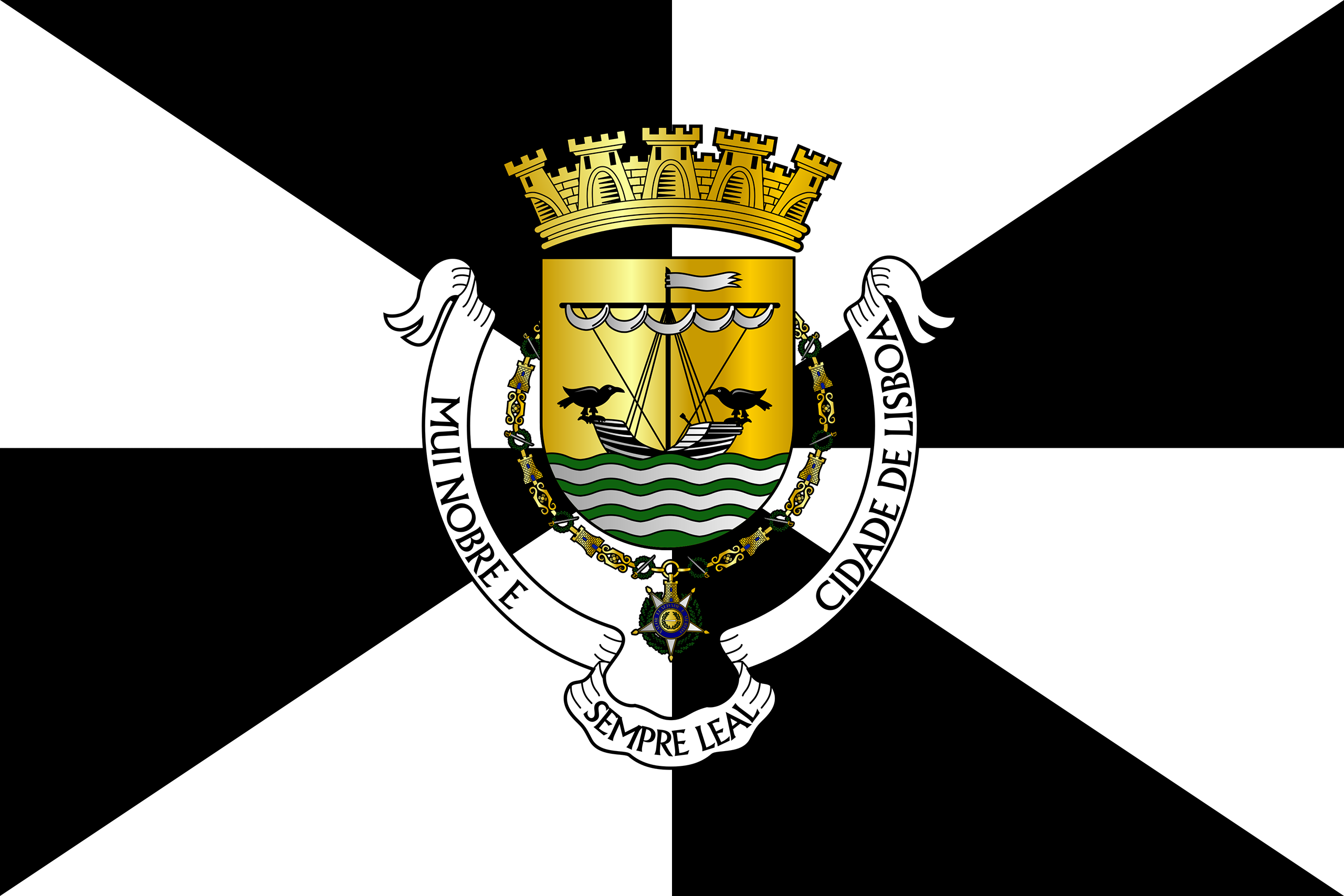
Vlag van Lissabon
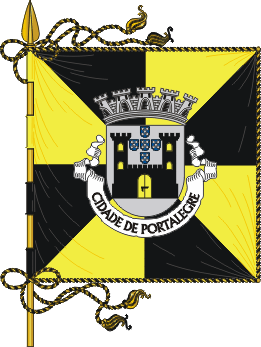
Vlag van Portalegre
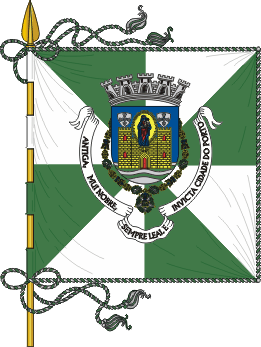
Vlag van Porto
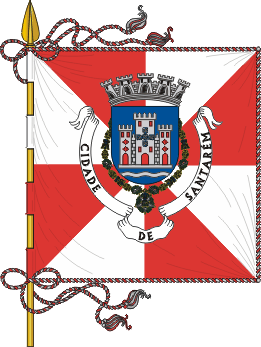
Vlag van Santarém
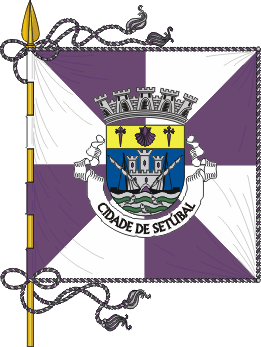
Vlag van Setúbal
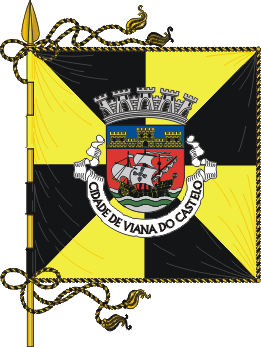
Vlag van Viana do Castelo
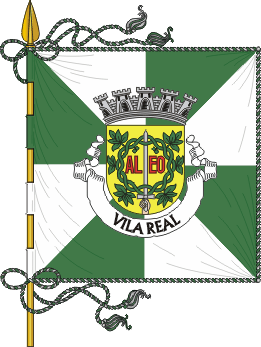
Vlag van Vila Real
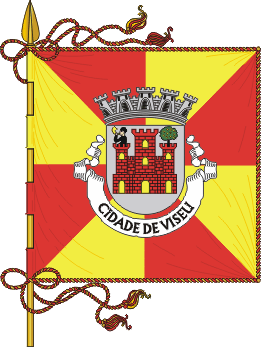
Vlag van Viseu

Albanië · Andorra · Argentinië · Australië · Bahrein · België · Bolivia · Bosnië en Herzegovina · Brazilië · Bulgarije · Canada · Chili · China · Colombia · Comoren · Costa Rica · Denemarken · Dominicaanse Republiek · Duitsland · Ecuador · Egypte · El Salvador · Estland · Ethiopië · Filipijnen · Finland · Frankrijk · Gabon · Georgië · Ghana · Griekenland · Guatemala · Guyana · Honduras · Hongarije · Ierland · India · Indonesië · Irak · Italië · Japan · Kazachstan · Kenia · Kirgizië · Koeweit · Kroatië · Liberia · Litouwen · Maleisië · Marshalleilanden · Mexico · Micronesië · Moldavië · Mongolië · Myanmar · Nederland · Nicaragua · Nieuw-Zeeland · Nigeria · Noorwegen · Oeganda · Oekraïne · Oostenrijk · Pakistan · Palau · Panama · Papoea-Nieuw-Guinea · Paraguay · Peru · Polen · Portugal · Roemenië · Rusland · Salomonseilanden · Sao Tomé en Principe · Servië · Slowakije · Soedan · Somalië · Spanje · Sri Lanka · Suriname · Tanzania · Thailand · Tsjechië · Uruguay · Vanuatu · Venezuela · Verenigd Koninkrijk · Verenigde Arabische Emiraten · Verenigde Staten · Wit-Rusland · Zuid-Afrika · Zuid-Korea · Zuid-Soedan · Zweden · Zwitserland
Historisch: Joegoslavië · Oostenrijk-Hongarije · Sovjet-Unie
Zie ook: Vlaggenlijsten per land · Vlaggen van afhankelijke gebieden · Vlaggen van gemeenten (per land)